# 378920 Vassimre
378920 Vassimre este o planetă minoră (asteroid) din centura de asteroizi. A fost descoperită pe 24 octombrie 2008 la Piszkéstetői Obszervatórium⁠(d) de Krisztián Sárneczky⁠(d) și a fost numită după Imre Vass⁠(d). 
Obiectul prezintă o orbită caracterizată de o semiaxă mare de 2,9388170167241 UAi, o excentricitate de 0,19015919879736, o înclinație de 4,1436287324611 ° în raport cu ecliptica.